# 松本聡香
松本 聡香（まつもと さとか、ペンネーム、1989年4月6日-)は、日本の著述家。オウム真理教の教祖・麻原彰晃（本名:松本智津夫）元死刑囚の四女。オウム真理教の階級では、三女・松本麗華より高いステージの正報師の地位にあった（ただし、最終解脱者で後継教祖とされた長男・次男よりも低いステージ）。現在は長女、母である松本知子と次男、次女と三女と長男とは離れて暮らしている。

## 人物･略歴
1989年、富士宮市にあるオウム真理教教団施設、｢富士山総本部道場｣にて生まれる。オウム真理教では、麻原の子供の中で、長男・次男に次いで高い正報師という宗教的な位階を与えられた。著書によると、正報師とされたように自分の霊性が高いと感じた一時期もあったことを述べている。
出産の際に教団幹部の遠藤誠一が立ち会った。その際に遠藤は恋心のようなものを抱いたと言う。
1995年、6歳の時に地下鉄サリン事件が起きた。事件当日、父は｢今日はいいことが起きているんだよ。｣と冷たく笑ったという。その後、麻原は複数の幹部らと共にサティアン奥へ歩いていった。
同年5月16日までにオウム真理教教祖、麻原彰晃を初めとする教団幹部らが次々に逮捕されていき、母も逮捕され家族らは親不在となった。
15歳の時にオウム真理教事件を知る。それまでは宗教問題で拘束されていると思っていたと手記には書かれている。「私が事件のことを知ったのは母の元を離れていた中学2年の時でした」とインタビューに答えている。
事件について知ることになったきっかけについて、中学時代、社会科の先生が「オウムはヒトラーよりましだ」という発言を行い、それをきっかけとして麻原の弁護団長だった渡辺脩弁護士の著書『麻原を死刑にして、それで済むのか?』を家の中で見つけ出し読んだと述べている。しかし、別の機会には、渡辺脩弁護士から『麻原を死刑にして、それで済むのか?』という著書が送られてきたことがきっかけだった、と食い違うことを述べている。
2006年に、教団や側近信者の多額の資金援助を受けながらオウム事件への被害者賠償をせずにぜいたくな暮らしをしている三女や母たちを批判して家出をした。その後、江川紹子が四女の「家族や教団の束縛から逃れたい」という依頼を受けて未成年後見人となる。しかし、四女は江川紹子に隠れて独自の麻原崇拝のグループを形成する動きをしたことが、四女が働きかけたアレフを脱会した元信者達などから発覚し、それを伝え聞いた江川紹子は後見人を辞退するに至った（後述）。
しかし、2010年には、『私はなぜ麻原彰晃の娘に生まれてしまったのか』と題する手記を出版し、あらためて麻原やその事件、さらに母・三女らをはじめとする他の家族を批判した。手記には、「私には神が見えるし、霊も見えます。予知夢も見たことがあるし、前世のように思える夢も見たことがあるのです」「『見える父』と会話することもありました」「中学二年生のとき私の意思とは関係なく再び父の声が聞こえるようになる」、「次の日に何が起こるかが事前に予知できてしまう」などの幻聴、幻覚があった。このため、精神科で診察してもらい、統合失調症や解離性障害の幻覚や幻聴をなくす薬を処方されたが、見えているものは消えなかった。本を執筆した2010年3月20日時点でも、心の病と闘っている等と記している。
なお、自分の後見人を降りた江川紹子に対して「殺したいとまで思いました」と述べているが、江川は、四女のことを「彼女は語り尽くしたり、語り疲れることはなく、むしろ語れば語るほど、『物語』を膨らませ、その中の『健気に美しく生きる主人公』と現実の自分とを混同していったようだ」と述べている。
さらに、2015年には、テレビのインタビューで、父である麻原をあらためて強く否定し、「被害者の方々、ご遺族の方々に、申し訳ないっていう気持ちで、謝罪させて頂きたいという気持ちです」と被害者への謝罪の気持ちを表明している。加えて、テレビカメラの前で、教団復帰を図る次男に直談判して、復帰をやめさせようとしたり、同年に発刊された三女の著作の記載に対しては、社会を欺く多くの虚偽があるとして厳しく批判した。
2017年には、上記の通り、両親との縁を切りたいとして、父母に対する推定相続人の廃除（相続廃除）を横浜家裁に申し立て、認められている。Alephに対しては｢教団の言うことを丸呑みにするのではなく、自分自身で行動してほしい。｣と投げかけた。父である麻原について「父親のことを、私は今も昔も父親とは思えません。私が生まれた時、父は既に教祖であり、『グル』でした。私は一度も直接、『お父さん』と呼んだことはありません。最初から尊師でした」と述べ、母に対しては｢産んでもらった恩はあるが、育ててもらった恩はない｣と断言した。その上で、「著しく問題がある親との縁を切れる制度があった方がいいと私は思います」と家族と縁を切るために推定相続人廃除の申立をした理由を述べた。
2018年には、三女らと異なって、麻原の死刑について「罪の重さを考えると死刑の執行以外に責任を取る方法はないと思うので、当然だと思いますし、執行されるべき」と述べた。2018年7月、麻原の執行後、執行があった場合の遺骨を自分に引き渡すように、麻原存命中から法務省などに対して計5回にわたる申し入れをし、麻原は執行時に自分のことを詐病だと言っていた四女を遺体引受人に指名した。
その後、麻原の遺骨を巡って三女や母と対立していた。四女と弁護士滝本太郎側は｢埋葬地の聖地化を防ぐため海に散骨する｣との姿勢を示した。そして、次女や、妻・次男との間で、遺骨の引き渡し先を決める裁判を争い、自分に引き渡すようにと東京家庭裁判所に求めたが、認められなかった。裁判所は次女を引き渡し先にとした。
これら四女の行動に関して、次女は、「社会から同情と称賛」を得るためのパフォーマンスに過ぎないと批判している。

## 教団との関係
オウム真理教時代は、麻原に次ぐステージの正報師であった。
2000年2月に、次女・三女と側近の信者が、長男と共に住む長女の自宅に不法侵入する事件を起こし、逮捕・勾留されて家裁送致・保護観察の身となり、長男・次男は一時期児童相談所に収容され、同時期にオウムからアレフに名称を変えた教団には籍を置かないことになった。 
2006年、悲惨な事件を引き起こした者の身内なのに、教団から得たお金で何食わぬ顔で贅沢をして暮らしているということを、おかしいと思うようになり、家出をしたことを表明し、江川紹子氏に後見人になること求めて請けいれられた。家出の直接のきっかけは、教団内部の権力闘争で、母に監禁されそうになったため、荷物をまとめて家から避難したと書いている。家出の理由ははっきりしない。なお、四女に批判された次女は、「自分のいうことだけを聞いてくれる人を集めたい」と言って教団のトップに立つために家出をしたと反論している。
家出をした時、家族はもちろん、教団関係者とも決別したと自著では述べている。ジャーナリストの江川紹子に四女が送ったメールには、<もう父の娘という理由で誰かから援助を受けて生きたくない>と書かれていたが、家出後も信者と連絡をとり、信者の紹介でしばらくは元信者の家を転々とする生活をしたり、当時はまだ脱会していない上祐史浩、野田成人らと面会したりしている。
その後、「家族や教団の束縛から逃れたい」と江川に連絡を取り、2007年には江川に後見人になってもらい、江川の用意した家で生活する。後見人になってもらう際に、①教団の信者とは接触せず、②教団の活動をしない、という約束を江川とした。
ところが、その約束を無視する行動を始め、教団の信者や元信者らと接触して、「私には尊師から（霊的に）コンタクトがあり、尊師の意思がわかる。私について来なさい」と話したり、信者・元信者らに対して、麻原と同じように、オウム・アレフにおける宗教上のステージ（階級）を付与し始め、独自の麻原崇拝のグループを形成する動きをした。
この麻原崇拝グループ形成の動きについて、野田成人は、「2007年頃、『自分は最終解脱した』と述べて、在家出家の現役・元を含めた関係者に色々とちょっかいを出した。「あなたはアストラルヨーガを成就した」「あなたはマハームドラーを成就した」このように言われた人達もいた」と明かしている。
上祐史浩が代表を務めるひかりの輪もホームページで、四女が麻原崇拝グループを結成しようとしていたと述べているが、この行動が江川に露見し、2007年8月中旬、「宗教に戻ります」との伝言を残し、江川紹子の元から失踪した。
そのことにつき江川は「四女は、松本死刑囚を『グル』としてあがめる気持ちが深まっていた。教祖の後継者という自覚で行動している者を支援できない」と説明し、後見人を辞任している。江川の元から失踪後は、父親のかつての弟子たちを頼った。
その後、滝本太郎弁護士と知り合い、教団とは決別したと述べ、麻原の遺骨の引き渡しを麻原存命中から求め、滝本とともに遺骨の引き渡しを受けたら散骨すると表明していた。

## 姉・麗華についての批判
遺骨の引き渡しについても、四女は次女・三女らと訴訟で争う等して対立した。前記のとおり、兄弟姉妹が教団から得たお金で贅沢をして暮らしていることをおかしいと思ったというが、具体的には、次のように主張している。
四女は著書（2010年発刊）で、三女ら松本家の周りには20人近くにのぼる側近（お付きの信者）が存在していると述べている。彼らの多くは事件に直接は関わっていないが、洗脳やマインドコントロールといった教団の権威を高める活動に貢献した者も多く、正悟師に次ぐ陰の幹部とも言うべき存在かもしれないという。高学歴者が多く、三女の指示ならば犯罪行為もいとわないという姿勢は、事件に関わった元幹部たちと変わりないともいえるのであって、実際に、2000年の旭村の長男連れ去り事件など、違法行為を行った者もいて、「教祖奪還をどうするか」という話し合いをしていたこともあったと指摘している。そして、表向きは脱会して会社員や自営業などをして無関係を装ってはいるものの、稼いだ金を献金して経済的に松本家を支え続けていると主張している。
そして具体的に十数名ほどの信者の名をイニシャルで挙げ、その各々について学歴・職歴・教団内での経歴・特技などを示し、金額がわかる者については、毎月どれほどの金を松本家に献金しているかを述べ（たとえばネットオークションで月に60万円を献金する者、プログラマーとして月に200万円を稼いで献金し、購入したマンションを松本家の住居として提供している者など）、三女ら周辺のアレフを表向きは脱会した信者グループの存在について告発している。
なお、三女は教団などつぶれても構わないので、ついてこられる信者だけでやっていければいいという考えで、そうした信者たちを100人ほど抱え、世間にばれないよう活動していくつもりだったと、四女は主張している。
さらに、四女は2017年11月の記者会見で、「三女に熱湯の風呂に押さえつけられ、意識を失ったことがある」と述べ、週刊誌『サンデー毎日』も、四女が三女らへの恐怖心などを語った記事を掲載した。三女は、これを名誉毀損として提訴したが、2021年2月24日の東京地方裁判所の判決は、四女の会見の発言を「教団の修行の実態とも整合する具体的な説明で、重要な部分は真実と認められる」と指摘、記事についても違法性はないとして、三女が敗訴している。